# Бердігестях
[[Категорія:1931     ]]
Бердігестях (якут. Бэрдьигэстээх, рос. Бердигестях) — село в Росії, у Республіці Саха (Якутія). Адміністративний центр Гірського улусу.

## Розташуваня
Село розташоване за 185 км від Якутська на березі річки Матта (басейн Лени).

## Інфраструктура
- Краєзнавчий музей
- Музей Великої Вітчизняної війни
- Центральна улусна лікарня
- Поштове відділення

## Галерея

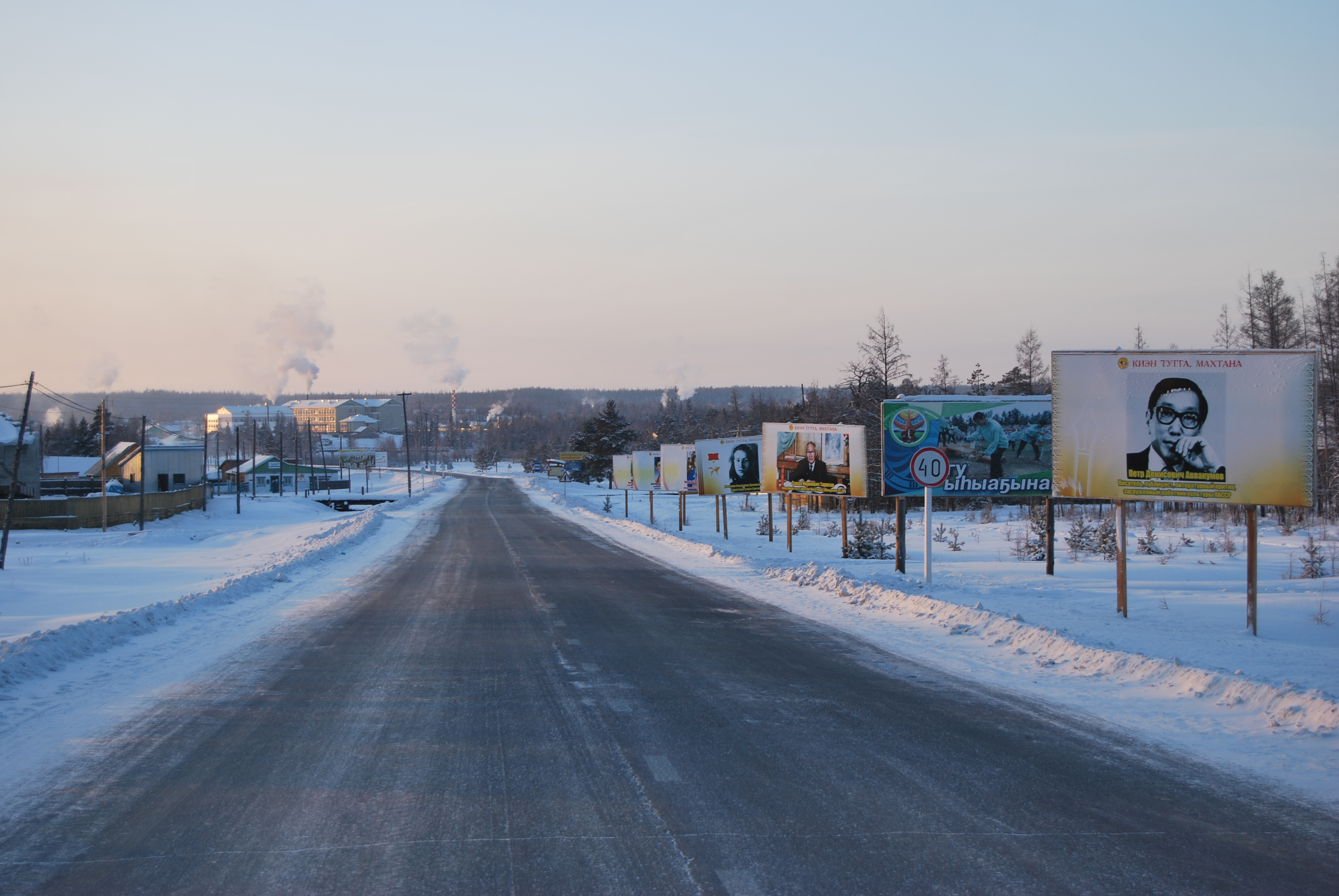
При в'їзді до села
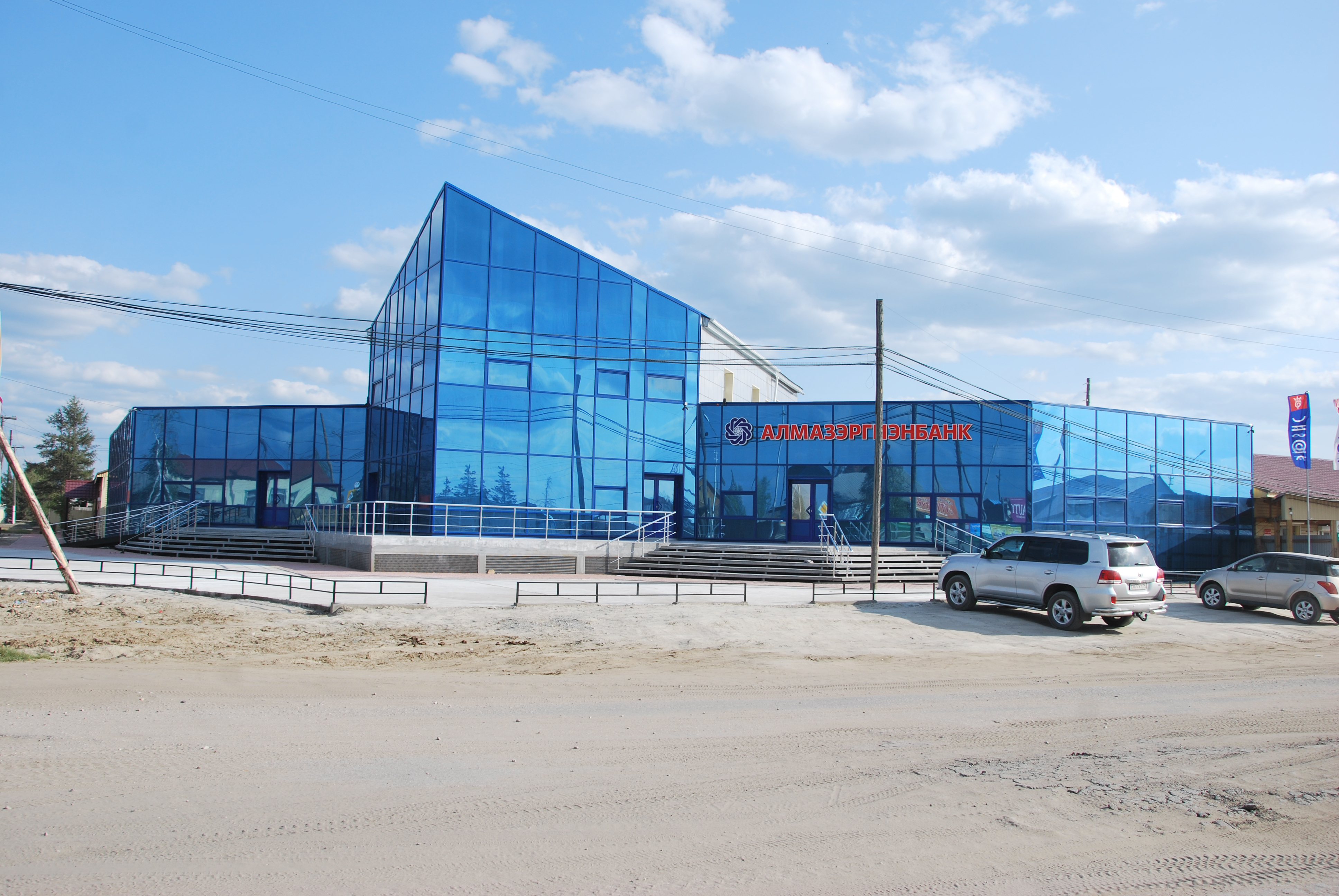
Нова будівля банку
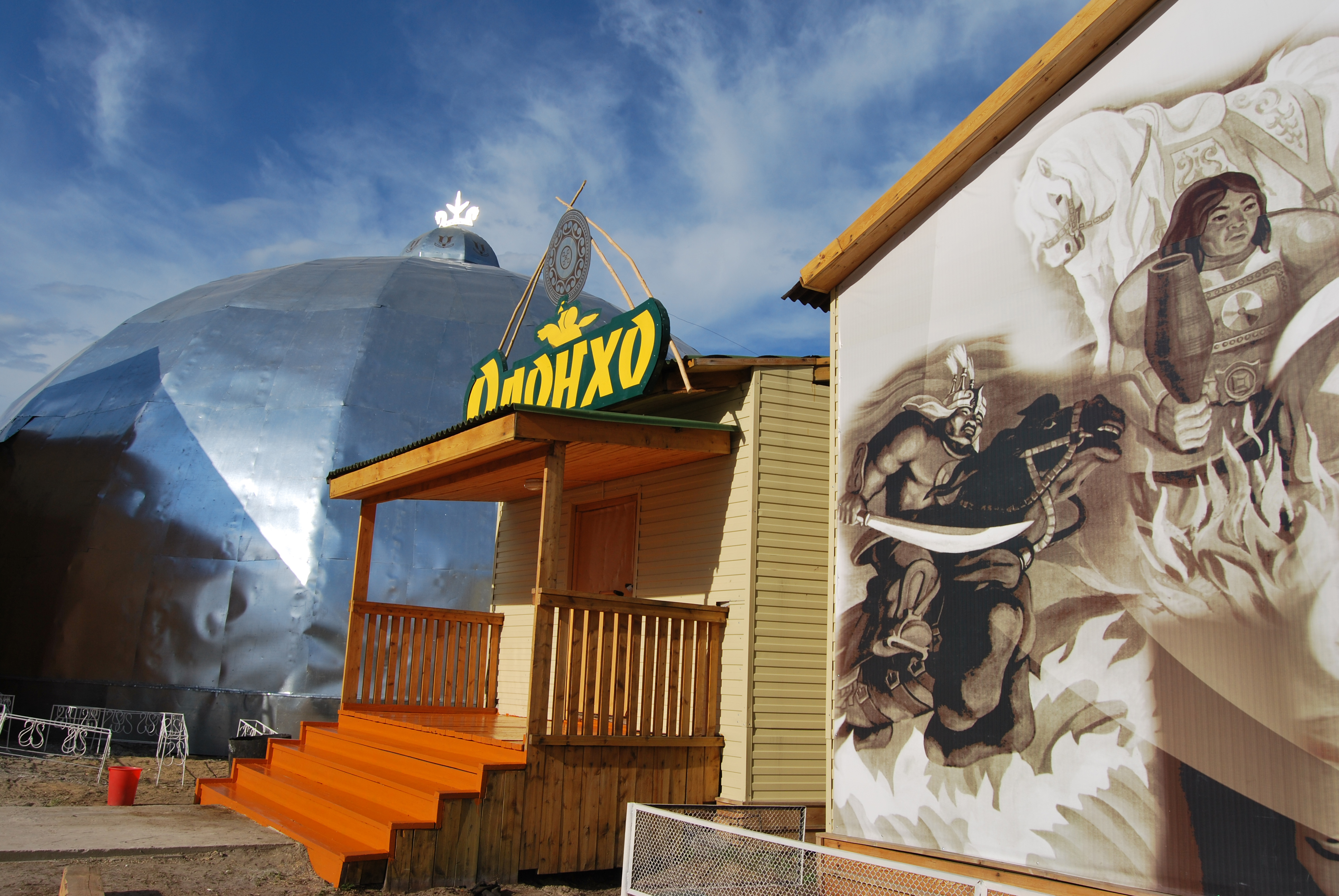
Культурний центр
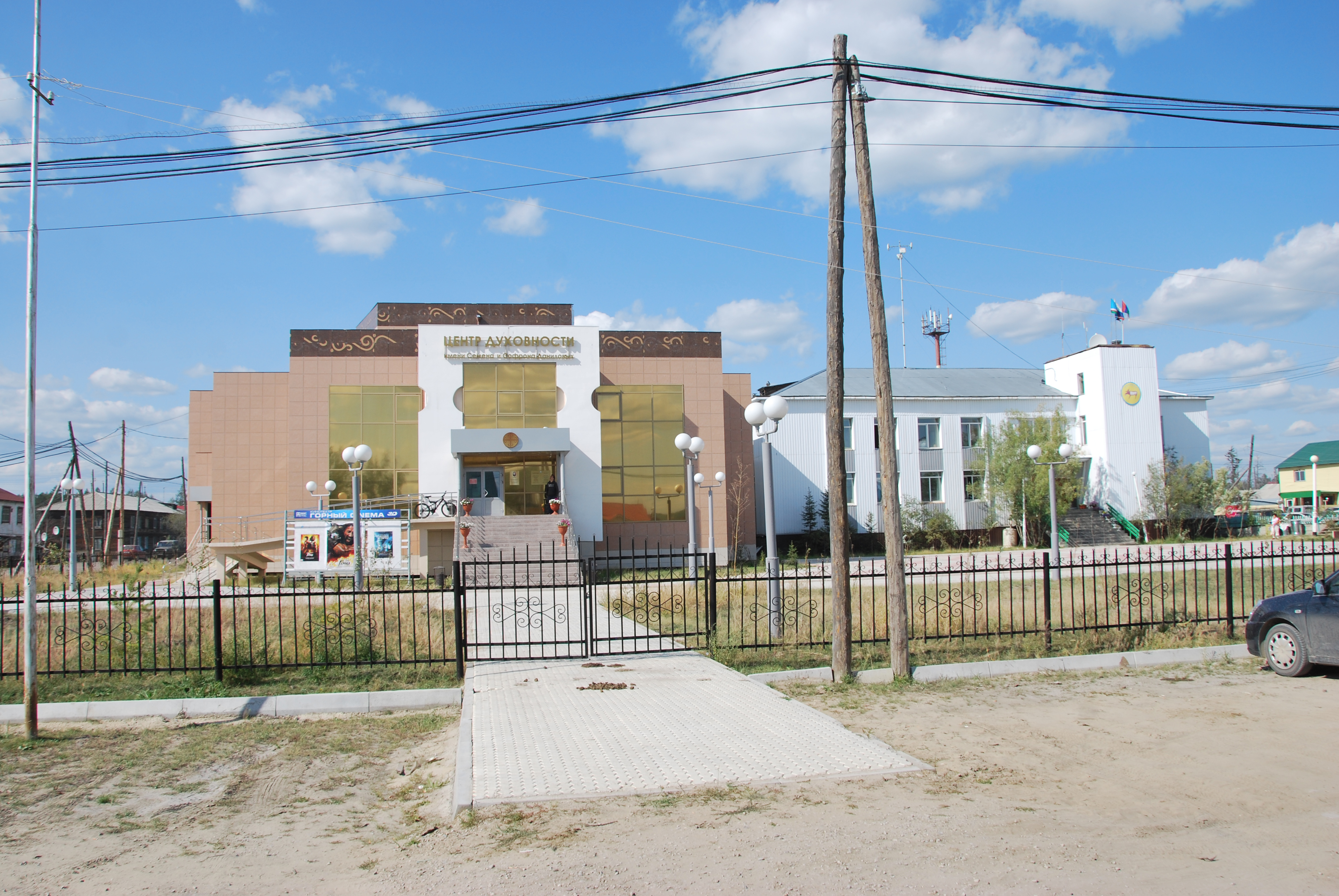
Центр духовності та будівля адміністрації Гірського улусу
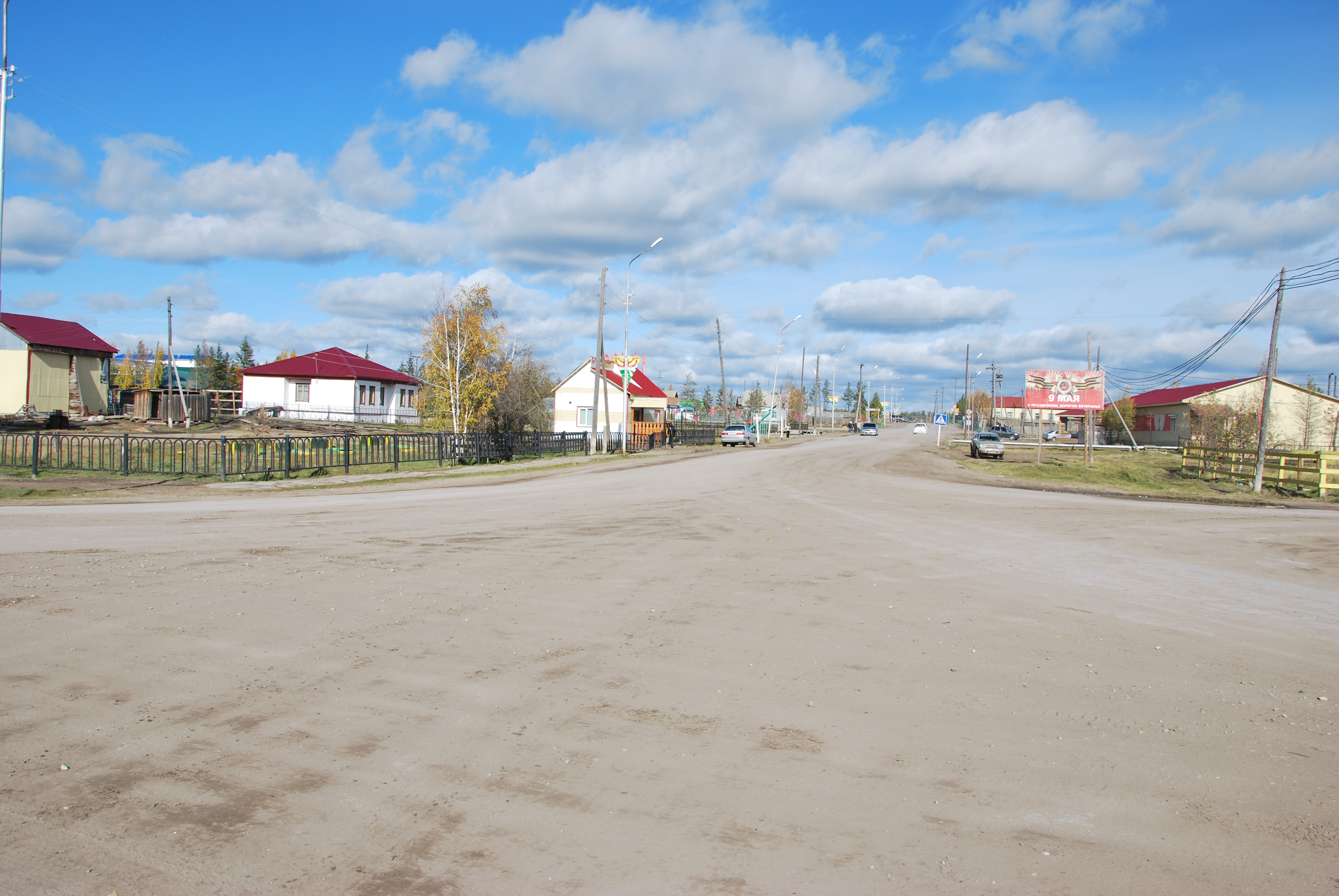
У центрі села
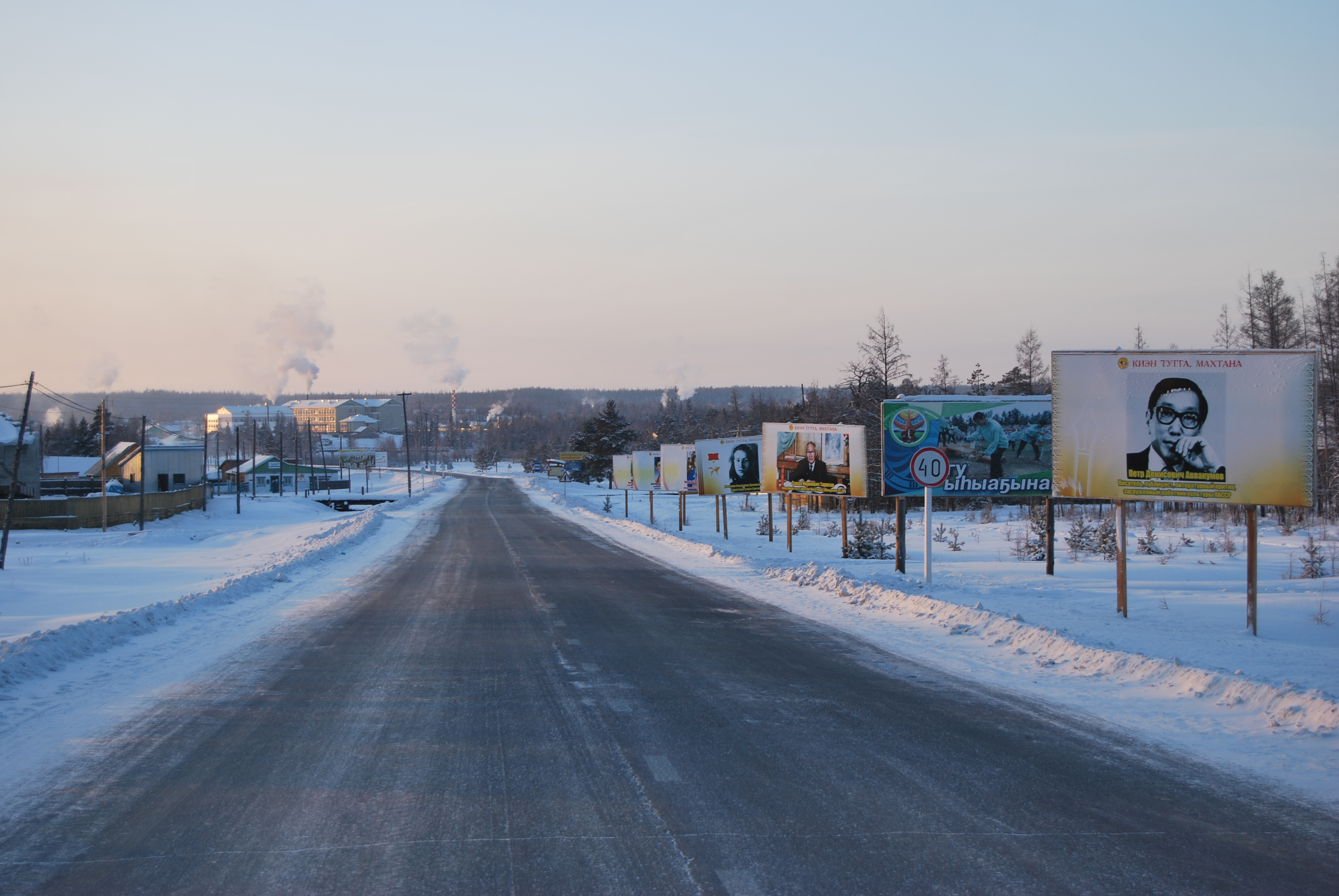
При в'їзді до села
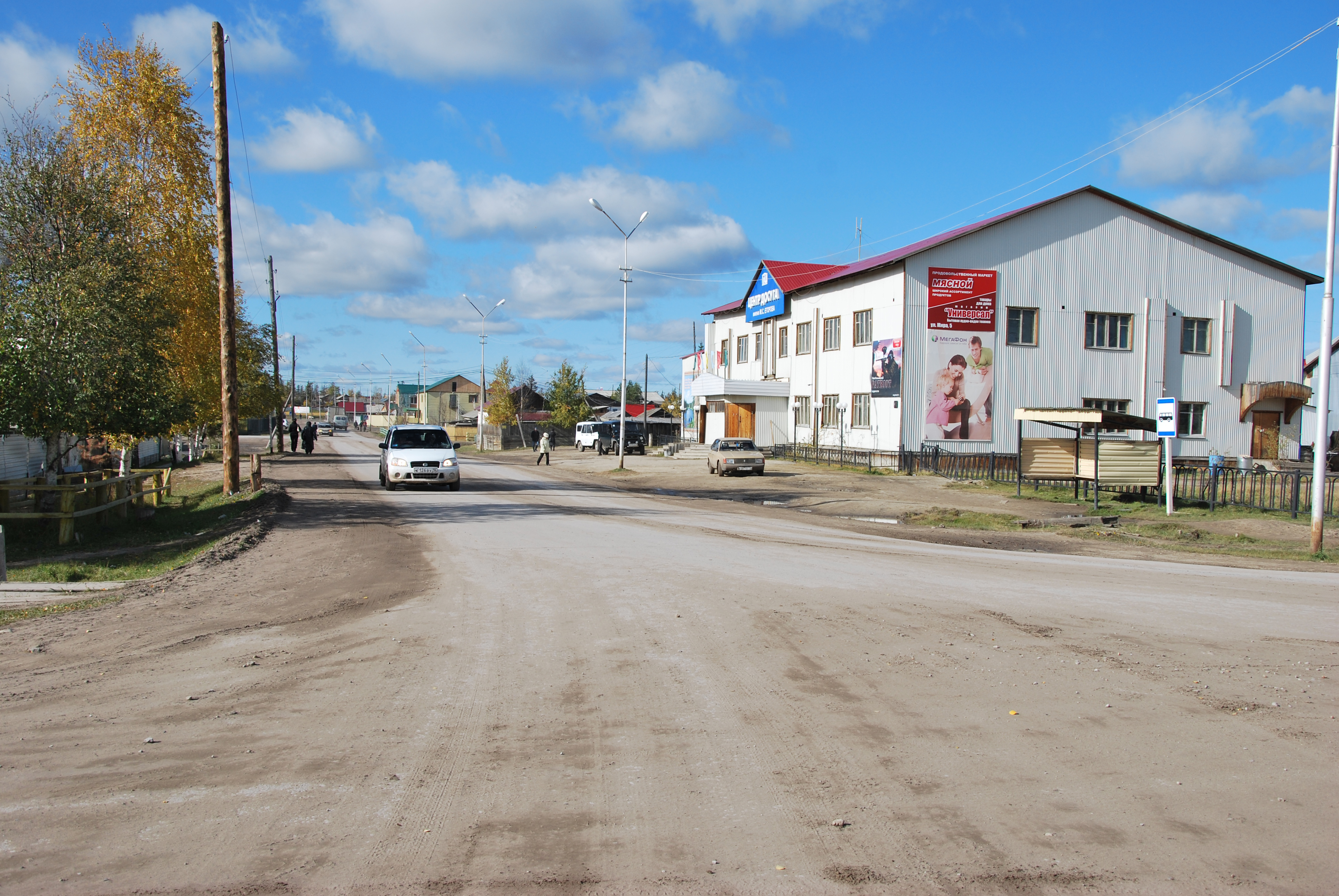
Вулиця Софрона Данилова — народного письменника Якутії, уродженця Гірського улусу